# Đội tuyển bóng đá quốc gia Anh
Đội tuyển bóng đá quốc gia Anh (tiếng Anh: England national football team) là đội tuyển bóng đá của Hiệp hội bóng đá Anh (FA) và đại diện cho Anh trên bình diện quốc tế. Sân nhà của đội tuyển Anh là sân vận động Wembley, London. Trung tâm huấn luyện quốc gia của đội tuyển là St George's Park tại Burton upon Trent.
Trận đấu quốc tế đầu tiên trong lịch sử bóng đá diễn ra vào năm 1872 cũng là trận đấu đầu tiên của đội tuyển Anh, đó là cuộc so tài với đội tuyển Scotland. Là đội tuyển có tuổi đời cao nhất trong lịch sử, sở hữu nhiều lứa cầu thủ tài năng và nghiễm nhiên được đánh giá cao, tuy nhiên bảng thành tích của Anh lại có phần khiêm tốn so với các đại gia khác của bóng đá thế giới. Đội bắt đầu tham dự World Cup từ năm 1950 và cho đến nay mới chỉ có duy nhất một lần vô địch vào năm 1966 với tư cách chủ nhà, ngoài ra là hai lần đạt hạng tư chung cuộc vào các năm 1990 và 2018. Ở cấp độ châu lục, thành tích tốt nhất của đội tuyển Anh là hai lần giành vị trí á quân Euro vào các năm 2020 và 2024.
Do là một trong bốn đội tuyển bóng đá quốc gia thuộc Vương quốc Liên hiệp Anh và Bắc Ireland, đội tuyển Anh có một thời gian dài không tham dự Olympic. Đến tận Thế vận hội Mùa hè 2012 diễn ra tại Luân Đôn thì lần đầu tiên mới có một đội tuyển đại diện cho Vương quốc Anh.

## Lịch sử

Đội hình ra sân trong trận chung kết World Cup 1966 của tuyển Anh

### Những năm đầu tiên của đội tuyển bóng đá quốc gia anh
Đội tuyển bóng đá quốc gia Anh là đội bóng lâu đời trên thế giới, được thành lập cùng một lúc với đội tuyển bóng đá Scotland. Trận đấu giữa đội tuyển Anh và đội tuyển Scotland đã diễn ra vào ngày 5 tháng 3 năm 1870 được tổ chức bởi Hiệp hội bóng đá Anh (FA). Một trận đấu giao hữu được tổ chức lại bởi Đội tuyển bóng đá Scotland vào ngày 30 tháng 11 năm 1872. Trận đấu này, diễn ra tại Crescent Hamilton ở Scotland, được xem như là trận đấu bóng đá quốc tế chính thức đầu tiên.
Đội tuyển bóng đá Anh gia nhập Liên đoàn bóng đá thế giới vào năm 1906 và thi đấu giao hữu với các đội bóng khắp châu Âu ngoài Vương quốc Anh vào năm 1908. Sân vận động Wembley được khai trương vào năm 1923 và trở thành sân nhà của đội. Mối quan hệ giữa FA và FIFA trở nên căng thẳng và đội bóng rời khỏi FIFA vào năm 1928, trước khi gia nhập lại vào năm 1946. Kết quả là, Anh không tham dự World Cup cho đến năm 1950.

### Vô địch World Cup 1966 & sau đó

Nữ hoàng Anh Elizabeth II trao tặng Cúp thế giới năm 1966 cho Đội trưởng Bobby Moore.

World Cup năm 1966 được tổ chức tại Anh, Alf Ramsey dẫn dắt tuyển Anh giành chiến thắng với tỷ số 4–2 trước Tây Đức sau hiệp phụ trong trận chung kết, trong đó Geoff Hurst ghi một hat-trick. Tại UEFA Euro 1968, đội lần đầu tiên lọt vào bán kết nhưng bị loại bởi Nam Tư. Đội tuyển Anh đủ điều kiện tham dự World Cup năm 1970 được tổ chức tại México với tư cách là nhà đương kim vô địch. Đội vào đến vòng tứ kết nhưng đã bị loại bởi Tây Đức. Anh tuy dẫn trước 2–0 nhưng cuối cùng đã bị đánh bại 3–2 sau hiệp phụ.
Sau đó là thập kỷ 70 đen tối khi bóng đá Anh không vượt qua được vòng loại 2 kỳ World Cup: 1974 và 1978, cũng như 2 kỳ Euro: 1972 và 1976.
Bước vào thập niên 80, đội tuyển Anh có chút khởi sắc khi lọt vào vòng chung kết Euro 1980 nhưng bị loại từ vòng bảng. Tại World Cup 1982, Anh dừng bước ở vòng bảng thứ 2. Đội không vượt qua vòng loại Euro 1984 trước khi dự World Cup 1986, nơi mà đội Anh đã chơi xuất sắc trước khi bị loại ở tứ kết bởi Argentina bằng 2 bàn thắng nổi tiếng của Diego Maradona mà sau này được gọi là "Bàn tay của Chúa". Đội tiếp tục vượt qua vòng loại của Euro 1988, nhưng bị loại ngay ở vòng bảng với thành tích ba trận toàn thua.

### 1990–2000
Sang thập niên 90, đội tuyển Anh gây ấn tượng ở vòng chung kết World Cup 1990 khi lọt vào đến bán kết và chỉ chịu thua Tây Đức trong loạt sút luân lưu. Tại giải này, đội giành hạng tư chung cuộc. Anh vượt qua vòng loại Euro 1992 với thành tích bất bại, tại Euro 1992, đội cùng bảng A với Thụy Điển, Đan Mạch và Pháp, Anh xếp cuối bảng và bị loại. Sau đó, đội chơi không tốt và không vượt qua vòng loại World Cup 1994.
Tuyển Anh là chủ nhà của Euro 1996, họ đứng nhất bảng A sau hai chiến thắng trước Scotland và Hà Lan, cùng một trận hòa trước Thụy Sĩ. Tại tứ kết, Anh vượt qua Tây Ban Nha sau loạt đá luân lưu, trước khi dừng bước tại bán kết trước đội vô địch Đức cũng trên chấm 11 mét.
Anh vượt qua vòng loại World Cup 1998, và đứng nhì bảng G sau Romania. Tại vòng 1/16, Anh để thua Argentina trong loạt sút luân lưu ở trận đấu mà David Beckham phải nhận thẻ đỏ. Đội dừng bước ngay ở vòng bảng Euro 2000 khi chỉ có được 3 điểm sau trận thắng Đức, và thua 2 trận trước Bồ Đào Nha và Romania.

### Sven-Göran Eriksson, Steve McClaren và Fabio Capello
Anh tái ngộ Argentina tại bảng F World Cup 2002. Bàn thắng duy nhất trên chấm phạt đền của David Beckham trước Argentina đã giúp Anh trả món nợ 4 năm về trước, và giúp họ đoạt ngôi nhì bảng của chính đối thủ. Anh lọt vào vòng 1/16 và thắng Đan Mạch 3–0. Tại tứ kết, Anh để thua đội vô địch Brazil 1–2 và dừng bước.
Ở vòng bảng Euro 2004, Anh thua Pháp 1–2 ngay trận đầu ra quân, nhưng đã thắng liền hai trận trước Thụy Sĩ và Croatia để đoạt ngôi nhì bảng B (sau Pháp). Bước vào tứ kết, Anh hòa chủ nhà Bồ Đào Nha 2-2 sau 120 phút thi đấu, và để thua 5–6 trong loạt sút luân lưu với một cú sút penalty thảm họa của David Beckham.

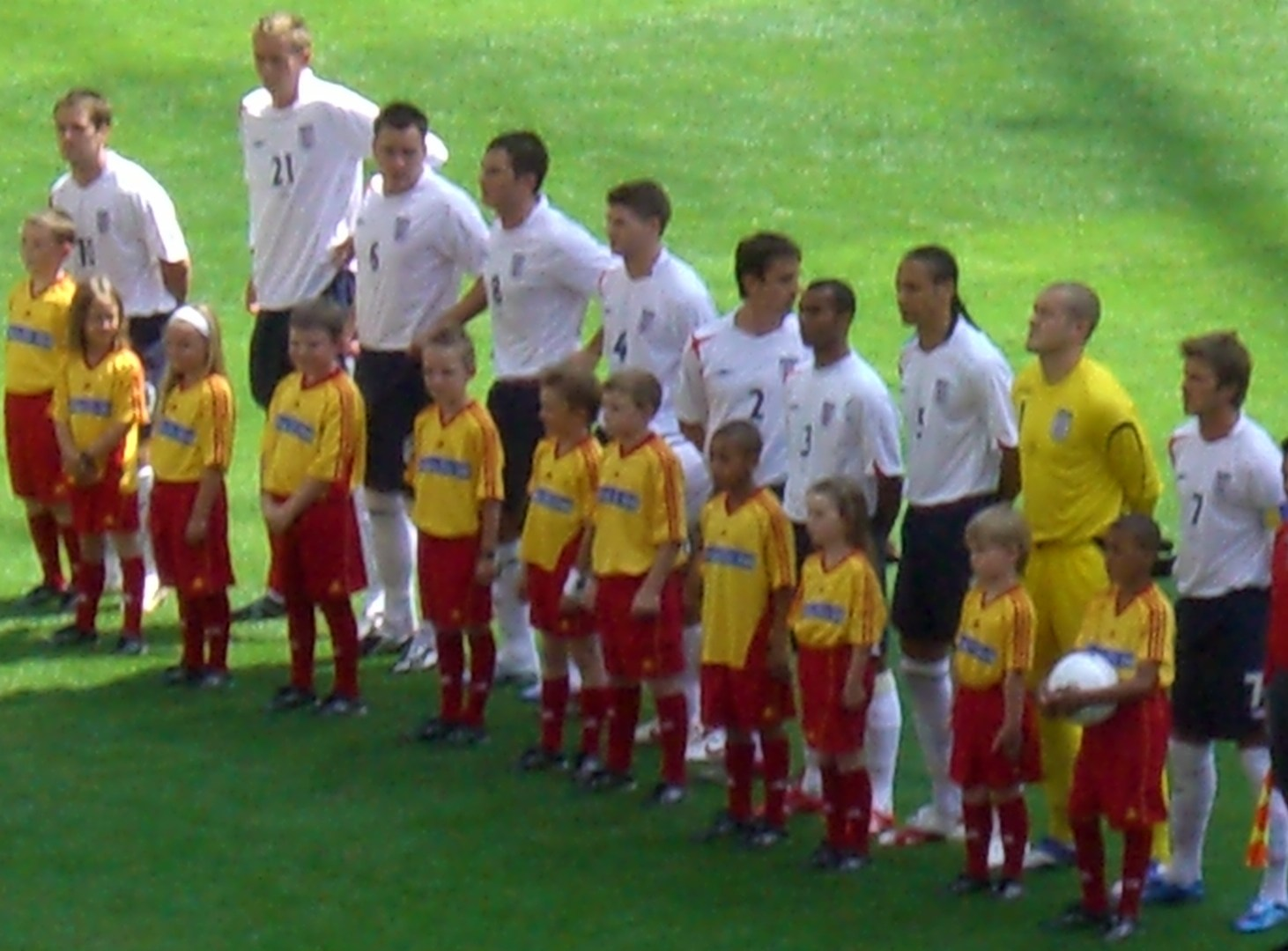
Đội tuyển Anh tại FIFA World Cup 2006

Đội nằm ở bảng B World Cup 2006 cùng các đội Thụy Điển, Paraguay và Trinidad & Tobago. Anh thắng Paraguay 1–0, thắng Trinidad & Tobago 2–0 và hòa Thụy Điển 2–2, giành vị trí nhất bảng. Anh vượt qua Ecuador 1–0 ở vòng 1/16 trước khi gặp lại Bồ Đào Nha ở tứ kết. Trong một trận đấu mà Wayne Rooney phải nhận thẻ đỏ, Anh hòa Bồ Đào Nha 0–0 trong 120 phút và thua 1–3 trên chấm luân lưu.
Đội đã thi đấu không tốt tại vòng loại Euro 2008 và chỉ xếp thứ 3 tại bảng đấu sau Croatia và Nga, qua đó mất quyền dự Euro 2008 tổ chức tại Áo và Thụy Sĩ. Steve McClaren bị sa thải sau khi Anh thua 2–3 trước Croatia ngay trên sân nhà.
Tại World Cup 2010, Anh vượt qua vòng bảng khi có 5 điểm, nhưng để thua với tỷ số 4-1 trước Đức tại vòng 16 đội, thất bại nặng nề nhất của đội bóng trong một kỳ World Cup. Trận đấu có nhiều tranh cãi khi bàn thắng hợp lệ của tiền vệ Frank Lampard đã không được công nhận do trọng tài chính đã không nhìn thấy bóng lăn qua vạch vôi của khung thành.

### Roy Hodgson và Sam Allardyce
Vào tháng 2 năm 2012, Fabio Capello từ chức huấn luyện viên trưởng sau bất đồng với FA trong vụ việc loại bỏ đội trưởng John Terry sau cáo buộc phân biệt chủng tộc nhắm lên cầu thủ này. Vào ngày 1 tháng 5 năm 2012, Roy Hodgson được công bố làm huấn luyện viên mới, chỉ 6 tuần trước khi Euro 2012 khởi tranh. Đội tuyển Anh vượt qua vòng bảng nhưng để thua trong loạt sút luân lưu trước Ý.

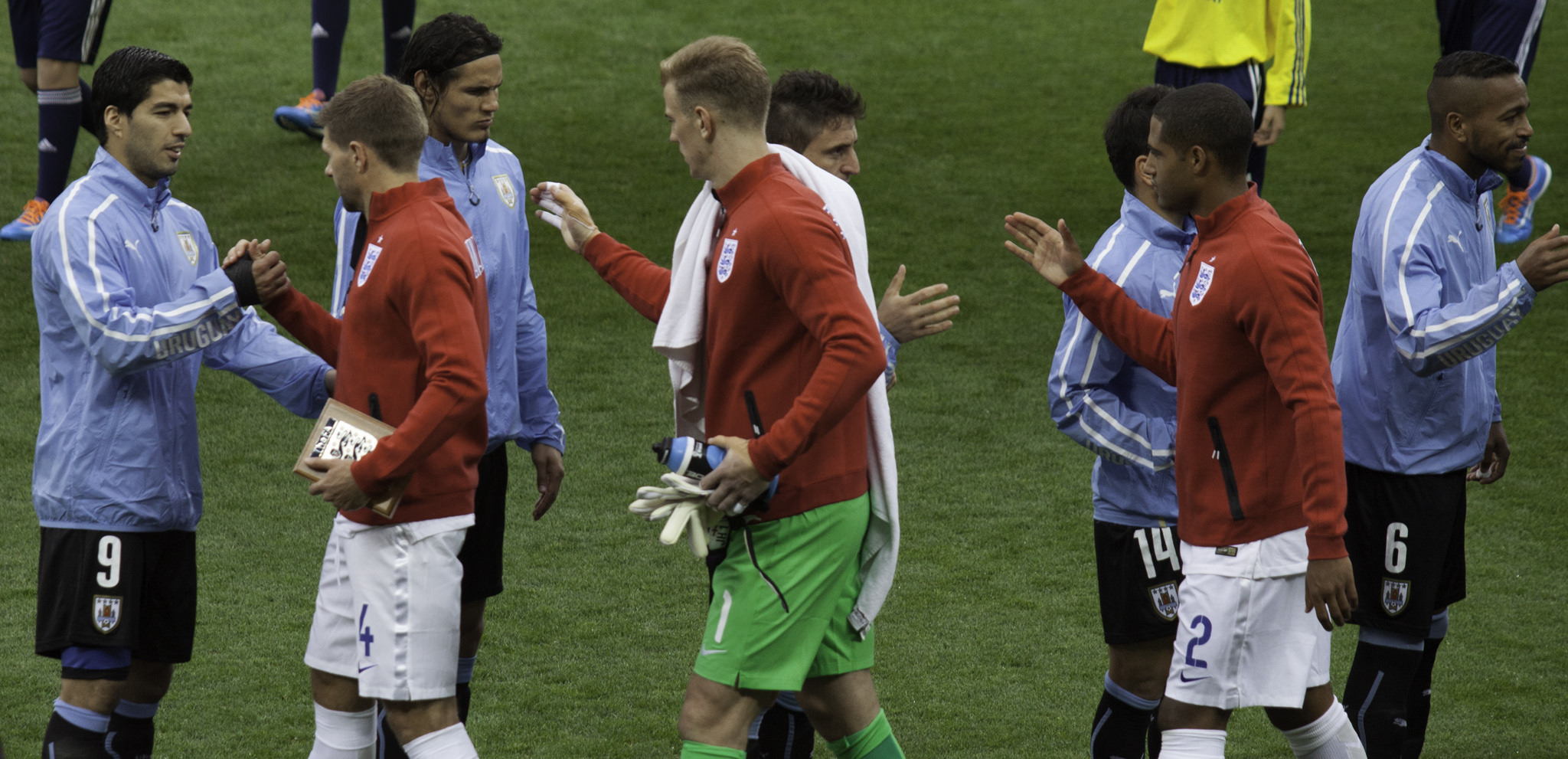
Trận đấu giữa Uruguay và Anh tại FIFA World Cup 2014

Tại World Cup 2014, Anh thất bại hai trận liên tiếp trước Ý và Uruguay cùng với tỷ số 2–1. Đây là lần đầu tiên Anh thất bại hai trận đầu tiên kể từ World Cup 1950 (khi đó Anh thất bại khi đối đầu với Mỹ và Tây Ban Nha),  và kết thúc giải đấu với chỉ 1 điểm, đây là lần đầu tiên Anh bị loại ở vòng bảng kể từ World Cup 1958.
Tại Euro 2016, Anh cùng bảng với Nga, Wales và Slovakia, kết thúc vòng bảng Anh đứng nhì với 5 điểm, kém xứ Wales 1 điểm, lọt vào vòng 16 đội nhưng thất bại 1–2 trước Iceland. Sau Euro 2016, huấn luyện viên Roy Hodgson quyết định từ chức. Sam Allardyce được bổ nhiệm làm huấn luyện viên trưởng sau đó 1 tháng, nhưng từ chức sau 1 trận và 67 ngày do bê bối bị cánh báo chí quay được cảnh ông bí mật cung cấp lời khuyên lách luật chuyển nhượng cho các doanh nhân và nhận khoản tiền 400.000 bảng.

### 2016-2024: Triều đại Gareth Southgate
Sau khi Sam Allardyce từ chức, Gareth Southgate, khi đó là huấn luyện viên đội U-21 Anh, làm huấn luyện viên tạm quyền cho đến tháng 11, sau đó trở thành nhà cầm quân chính thức. Ông giúp Anh dễ dàng vượt qua vòng loại World Cup 2018 với thành tích bất bại.

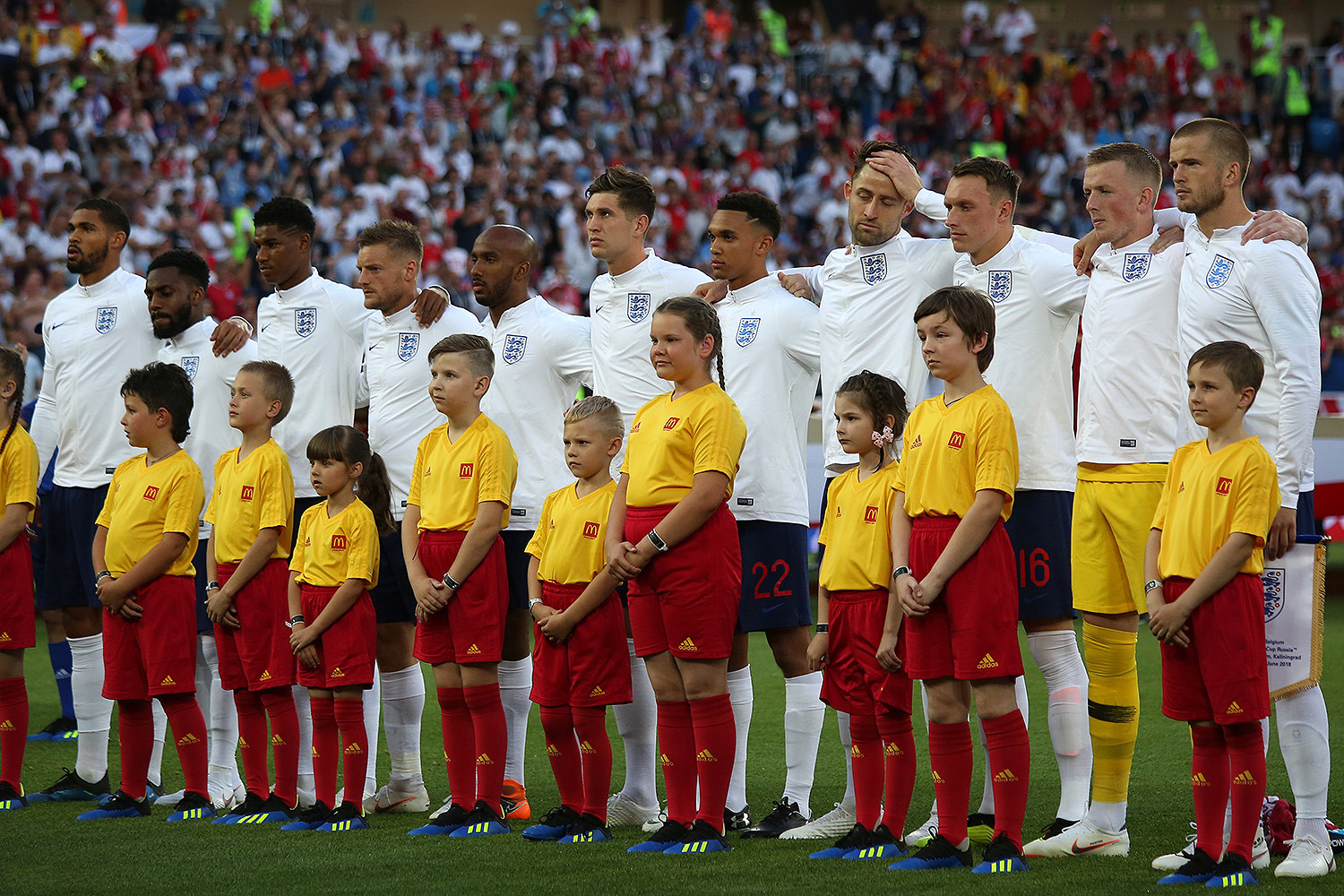
Trận đấu giữa Bỉ và Anh tại FIFA World Cup 2018

Tại World Cup 2018, Anh đứng nhì bảng G khi xếp sau Bỉ. Tại vòng 16 đội, Anh hòa Colombia 1–1 và thắng 4–3 ở loạt sút luân lưu 11m, Anh thắng Thụy Điển 2–0 tại tứ kết, qua đó lọt vào bán kết sau 28 năm, nơi họ để thua Croatia 1–2 trong hiệp phụ. Sau đó trong trận tranh hạng 3, họ thua Bỉ 0–2 và giành hạng tư chung cuộc. Tiền đạo Harry Kane đạt giải vua phá lưới với 6 bàn thắng.
Tại UEFA Nations League 2018–19, Anh thi đấu thành công và lọt vào bán kết lần đầu tiên, sau đó giành vị trí thứ 3 chung cuộc sau chiến thắng 6–5 trước Thụy Sĩ ở loạt đá luân lưu 11m sau khi hai đội hòa không bàn thắng trong suốt 120 phút thi đấu chính thức.
Vào ngày 14 tháng 11 năm 2019, Anh đã chơi trận đấu Quốc tế thứ 1000 khi đánh bại Montenegro 7–0 tại Wembley tại vòng loại UEFA Euro 2020.
Tại Euro 2020, Anh nằm cùng bảng D cùng Croatia, Scotland và Cộng hòa Séc. Anh kết thúc vòng bảng với 7 điểm sau 3 trận vòng bảng, thắng 1–0 trước Croatia và Séc, hòa 0–0 với Scotland. Tại vòng 16 đội Anh hạ Đức 2–0, thắng Ukraine 4–0 tại tứ kết &  Đan Mạch 2–1 để có lần đầu tiên lọt vào trận chung kết, và chỉ chịu thất thủ trước Ý ở loạt sút luân lưu 11m sau khi hai đội hòa nhau 1–1, trong đó Marcus Rashford, Jadon Sancho và Bukayo Saka đều đá hỏng quả 11m quyết định, qua đó giành vị trí á quân.
Tại UEFA Nations League 2022–23, Anh đã để Hungary đánh bại 4–0 một cách thuyết phục, trận thua đậm nhất trên sân nhà kể từ năm 1928. Vào ngày 23 tháng 9 năm 2022, Anh để thua Ý tỷ số 1–0 tại San Siro, qua đó khiến đội phải xuống hạng B trong mùa giải 2024–25.
Tại World Cup 2022, Anh cùng bảng B với Iran, Hoa Kỳ và Wales; Anh đánh bại Iran 6–2, hòa Mỹ 0–0 và thắng Wales 3–0 để đứng đầu bảng với 7 điểm sau 3 trận vòng bảng. Sau đó, Anh đã đánh bại Sénégal ở vòng 16 đội với tỷ số 3–0, nhưng dừng bước tại tứ kết trước đương kim vô địch Pháp với tỷ số 1–2. Trong bối cảnh đó, Gareth Southgate bất ngờ nhận được sự ủng hộ tuyệt đối của FA khi để ông tiếp tục dẫn dắt tuyển Anh đến hết tháng 12 năm 2024, hoặc ít nhất đến hết Euro 2024. Tại vòng loại UEFA Euro 2024, Anh giành vé sớm dự vòng chung kết trước 3 vòng đấu sau chiến thắng 3–1 trước Ý.
Tại UEFA Euro 2024, Anh đứng nhất bảng C với thành tích bất bại khi vượt qua Serbia 1–0, cùng 2 trận hòa trước Đan Mạch & Slovenia, đội đánh bại Slovakia 2–1 tại vòng 16 đội sau hiệp phụ,  cầm hòa Thụy Sĩ 1–1 sau 120 phút thi đấu, trước khi thắng 5–3 ở loạt sút luân lưu trận tứ kết, và đánh bại Hà Lan ở bán kết để có lần thứ 2 liên tiếp vào trận chung kết giải đấu. Tuy nhiên, đội để thua Tây Ban Nha 1–2 tại chung kết, qua đó có lần thứ 2 liên tiếp đoạt ngôi á quân tại Euro. Chỉ 2 ngày sau thất bại tại chung kết Euro 2024, Gareth Southgate quyết định từ chức sau 8 năm dẫn dắt, dù hợp đồng của ông với FA còn tới thời hạn tháng 12/2024, trong 8 năm dẫn dắt, đội tuyển Anh lọt tới chung kết Euro 2020 và 2024, bán kết World Cup 2018, hạng 3 UEFA Nations League 2018–19 và tứ kết World Cup 2022.

#### Hậu thời kỳ Gareth Southgate
Sau khi Gareth Southgate từ chức, huấn luyện viên đội U-21 Anh Lee Carsley được bổ nhiệm làm huấn luyện viên tạm quyền cho đến tháng 11/2024. Trong thời gian tạm quyền, ông giúp đội trở lại hạng A mùa giải 2026–27 với thành tích 5 thắng và 1 thua ở hạng B, đứng đầu bảng B2 UEFA Nations League 2024–25.

### Thomas Tuchel
Ngày 16/10/2024, FA chính thức bổ nhiệm Thomas Tuchel vào vị trí huấn luyện viên trưởng đội tuyển quốc gia Anh, ông sẽ dẫn dắt đội tuyển từ 2025 với bản hợp đồng kéo dài tới tháng 7/2026.

## Logo và áo thi đấu
Logo của Đội tuyển Anh cũng chính là logo của Hiệp hội Bóng đá Anh, với hình chiếc khiên trắng chứa ba con sư tử màu xanh đậm, được cách điệu từ huy hiệu Hoàng gia Vương quốc Anh (Kingdom of England) và sau này là một phần trong Quốc huy của Vương quốc Liên hiệp Anh và Bắc Ireland. Từ logo đó, Đội tuyển cũng được gọi với biệt danh là "Tam Sư".
Màu áo sân nhà truyền thống của Đội tuyển bóng đá quốc gia Anh là áo sơ mi trắng, quần ngắn màu xanh dương, tất màu trắng hoặc màu đen. Nhà tài trợ áo đấu đầu tiên là Umbro vào năm 1954. Các trường hợp ngoại lệ là giai đoạn 1959–1965 được tài trợ áo đấu bởi Bukta và giai đoạn 1974–1984 được tài trợ áo đấu bởi Admiral. Từ năm 2013 đến nay, trang phục được tài trợ bởi hãng Nike.
| Nhà sản xuất áo đấu          | Giai đoạn |
| ---------------------------- | --------- |
| St. Blaize and Hope Brothers | 1949–1954 |
| Umbro                        | 1954–1961 |
| Bukta                        | 1959–1965 |
| Umbro                        | 1965-1974 |
| Admiral                      | 1974–1984 |
| Umbro                        | 1984–2013 |
| Nike                         | 2013–nay  |

## Danh hiệu
- Vô địch thế giới: 1

Vô địch: 1966
- Vô địch châu Âu: 0

Á quân: 2020, 2024
- UEFA Nations League: 0

Hạng ba: UEFA Nations League 2018–19

## Sân vận động

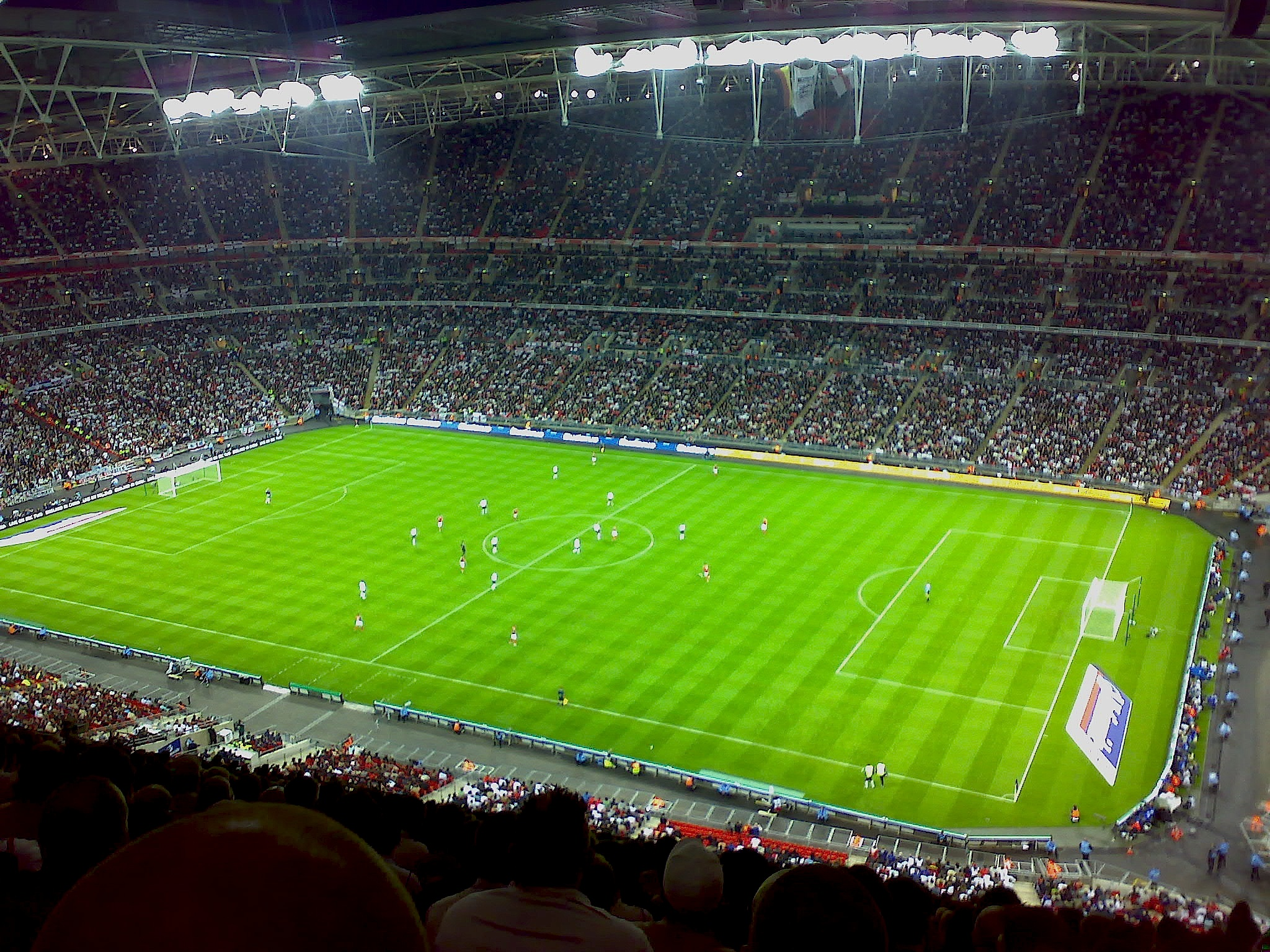
Sân vận động Wembley tổ chức một trận đấu giao hữu giữa tuyển Anh và Đức

Trong 50 năm đầu tiên tồn tại đội tuyển chơi các trận sân nhà của họ trên khắp nước Anh. Ban đầu đội sử dụng các sân cricket rồi mới sử dụng các sân của các câu lạc bộ bóng đá. Sân vận động Empire hay sau này là Sân vận động Wembley được xây tại Wembley, Luân Đôn để phục vụ cho Triển lãm Đế quốc Anh.
Anh thi đấu trận đấu đầu tiên tại sân vận động này vào năm 1924 với đội tuyển Scotland và trong khoảng 27 năm tiếp theo, sân Wembley được sử dụng chỉ để thi đấu giao hữu với Scotland. Sân vận động Wembley trở thành sân nhà của anh trong những năm 1950. Sân đóng cửa vào năm 2000 và bắt đầu xây dựng lại. Trong thời gian sau đó, đặc biệt là vòng loại World Cup 2006, đội tuyển Anh thi đấu tại các sân trung lập tại các địa điểm khác nhau trên khắp đất nước. Phần lớn các trận thi đấu diễn ra tại Old Trafford của Manchester Untied và một số trận tại St. James' Park của Newcastle United khi Old Trafford không thể đáp ứng. Đội tuyển bóng đá quốc gia Anh trở lại thi đấu tại Sân vận động Wembley mới vào năm 2007.
Trận đấu đầu tiên của họ trên sân vận động Wembley mới là vào tháng 3 năm 2007 khi họ hòa với Brazil. Sân vận động hiện thuộc sở hữu của FA, thông qua công ty con Wembley National Stadium Limited.

## Ban huấn luyện
Tính đến 16 tháng 7 năm 2024
| Chức vụ                       | Tên                     |
| ----------------------------- | ----------------------- |
| Huấn luyện viên trưởng        | Thomas Tuchel           |
| Huấn luyện viên tạm quyền     | Lee Carsley             |
| Trợ lý huấn luyện viên        | Steve Holland           |
| Huấn luyện viên thủ môn       | Martyn Margetson        |
| Huấn luyện viên đội một       | Jimmy Floyd Hasselbaink |
| Huấn luyện viên đội một       | Paul Nevin              |
| Bác sĩ đội một                | Mark Williams           |
| Huấn luyện viên thể lực       | Hailu Theodros          |
| Huấn luyện viên thể lực       | Chris Jones             |
| Chuyên gia phân tích trận đấu | Katie Sorenson          |
| Bác sĩ vật lý trị liệu        | Simon Spencer           |

## Kết quả và lịch thi đấu
Sau đây là danh sách kết quả các trận đấu trong 12 tháng qua, cùng các trận đấu đã được lên lịch trong tương lai.
Chú thích
      Thắng
      Hòa
      Thua
      Lịch thi đấu

### 2024
| 16 tháng 6 UEFA Euro 2024 - Vòng bảng | Serbia | 0–1      | Anh              | Gelsenkirchen, Đức                                                                  |  |
| 21:00 CEST (UTC+2)                    |        | Chi tiết | - Bellingham 13' | Sân vận động: Arena AufSchalke Lượng khán giả: 48,953 Trọng tài: Daniele Orsato (Ý) |  |

| 20 tháng 6 UEFA Euro 2024 - Vòng bảng | Đan Mạch     | 1–1      | Anh      | Stuttgart, Đức                                                                             |  |
| 18:00 CEST (UTC+2)                    | Hjulmand 34' | Chi tiết | Kane 18' | Sân vận động: Waldstadion Lượng khán giả: 46,177 Trọng tài: Artur Soares Dias (Bồ Đào Nha) |  |

| 25 tháng 6 UEFA Euro 2024 - Vòng bảng | Anh | 0–0      | Slovenia | Cologne, Đức                                                                              |  |
| 21:00 CEST (UTC+2)                    |     | Chi tiết |          | Sân vận động: RheinEnergieStadion Lượng khán giả: 41,536 Trọng tài: Clément Turpin (Pháp) |  |

| 30 tháng 6 UEFA Euro 2024 - Vòng 16 đội | Anh                           | 2–1 (s.h.p.) | Slovakia      | Gelsenkirchen, Đức                                                                             |  |
| 18:00 CEST (UTC+2)                      | - Bellingham 90+5' - Kane 91' | Chi tiết     | - Schranz 25' | Sân vận động: Arena AufSchalke Lượng khán giả: 47,244 Trọng tài: Halil Umut Meler (Thổ Nhĩ Kỳ) |  |

| 6 tháng 7 UEFA Euro 2024 - Tứ kết                       | Anh        | 1–1 (s.h.p.) (5–3 p)                 | Thụy Sĩ      | Düsseldorf, Đức                                                                       |  |
| 18:00 CEST (UTC+2)                                      | - Saka 80' | Chi tiết                             | - Embolo 75' | Sân vận động: Merkur Spiel-Arena Lượng khán giả: 46,907 Trọng tài: Daniele Orsato (Ý) |  |
|                                                         |            | Loạt sút luân lưu                    |              |                                                                                       |  |
| - Palmer - Bellingham - Saka - Toney - Alexander-Arnold |            | - Akanji - Schär - Shaqiri - Amdouni |              |                                                                                       |  |

| 10 tháng 7 UEFA Euro 2024 - Bán kết | Hà Lan      | 1–2      | Anh                              | Dortmund, Đức                                                                       |  |
| 21:00 CEST (UTC+2)                  | - Simons 7' | Chi tiết | - Kane 18' (ph.đ.) - Watkins 90' | Sân vận động: Westfalenstadion Lượng khán giả: 60,926 Trọng tài: Felix Zwayer (Đức) |  |

| 14 tháng 7 UEFA Euro 2024 - Chung kết | Tây Ban Nha                    | 2–1      | Anh          | Berlin, Đức                                                                             |  |
| 21:00 CEST (UTC+2)                    | - Williams 47' - Oyarzabal 86' | Chi tiết | - Palmer 73' | Sân vận động: Olympiastadion Lượng khán giả: 65,600 Trọng tài: François Letexier (Pháp) |  |

| 7 tháng 9 UEFA Nations League 2024–25 | Cộng hòa Ireland | 0–2      | Anh                       | Dublin, Ireland                                                                        |  |
| 17:00                                 |                  | Chi tiết | - Rice 11' - Grealish 26' | Sân vận động: Aviva Lượng khán giả: 50,359 Trọng tài: José María Sánchez (Tây Ban Nha) |  |

| 10 tháng 9 UEFA Nations League 2024–25 | Anh             | 2–0      | Phần Lan | Luân Đôn, Anh                                                                   |  |
| 19:45                                  | - Kane 57', 76' | Chi tiết |          | Sân vận động: Wembley Lượng khán giả: 70,221 Trọng tài: Morten Krøgh (Đan Mạch) |  |

| 10 tháng 10 UEFA Nations League 2024–25 | Anh              | 1–2      | Hy Lạp                | Luân Đôn, Anh                                                              |  |
| 19:45 BST (UTC+1)                       | - Bellingham 87' | Chi tiết | - Pavlidis 49', 90+4' | Sân vận động: Wembley Lượng khán giả: 79,012 Trọng tài: Andrea Colombo (Ý) |  |

| 13 tháng 10 UEFA Nations League 2024–25 | Phần Lan       | 1–3      | Anh                                              | Helsinki, Phần Lan                                                                          |  |
| 19:00 ESST (UTC+3)                      | - Hoskonen 87' | Chi tiết | - Grealish 18' - Alexander-Arnold 74' - Rice 84' | Sân vận động: Olympic Helsinki Lượng khán giả: 32,411 Trọng tài: Giorgi Kruashvili (Gruzia) |  |

| 14 tháng 11 UEFA Nations League 2024–25 | Hy Lạp | 0–3      | Anh                                               | Athens, Hy Lạp                                                                      |  |
| 21:45 EET (UTC+2)                       |        | Chi tiết | - Watkins 7' - Vlachodimos 78' (l.n.) - Jones 83' | Sân vận động: Olympic Athens Lượng khán giả: 60,664 Trọng tài: Daniel Siebert (Đức) |  |

| 17 tháng 11 UEFA Nations League 2024–25 | Anh                                                                              | 5–0      | Cộng hòa Ireland | Luân Đôn, Anh                                                                |  |
| 17:00 GMT (UTC±0)                       | - Kane 53' (ph.đ.) - Gordon 55' - Gallagher 58' - Bowen 75' - Harwood-Bellis 79' | Chi tiết |                  | Sân vận động: Wembley Lượng khán giả: 79,969 Trọng tài: Erik Lambrechts (Bỉ) |  |

### 2025
| 21 tháng 3 Vòng loại FIFA World Cup 2026 | Anh                           | 2-0      | Albania | Luân Đôn, Anh                                                                                       |  |
| 19:45 GMT (UTC±0)                        | - Lewis-Skelly 20' - Kane 77' | Chi tiết |         | Sân vận động: Wenbley Lượng khán giả: 82,378 Trọng tài: Alejandro Hernández Hernández (Tây Ban Nha) |  |

| 24 tháng 3 Vòng loại FIFA World Cup 2026 | Anh                              | 3-0      | Latvia | Luân Đôn, Anh                                                                  |  |
| 19:45 GMT (UTC±0)                        | - James 38' - Kane 68' - Eze 76' | Chi tiết |        | Sân vận động: Wembley Lượng khán giả: 79,572 Trọng tài: Orel Grinfeld (Israel) |  |

| 7 tháng 6 Vòng loại FIFA World Cup 2026 | Andorra | 0-1      | Anh      | Barcelona, Tây Ban Nha                                                                |  |
| 18:00 CEST (UTC+2)                      |         | Chi tiết | Kane 50' | Sân vận động: Sân vận động RCDE Lượng khán giả: 8,872 Trọng tài: Igor Pajač (Croatia) |  |

| 10 tháng 6 Giao hữu | Anh       | 1-3      | Sénégal                                | Nottingham, Anh                                                                       |  |
| 19:45 BST (UTC+1)   | - Kane 7' | Chi tiết | - Sarr 40' - Diarra 62' - Sabaly 90+3' | Sân vận động: City Ground Lượng khán giả: 26,350 Trọng tài: Stéphanie Frappart (Pháp) |  |

| 6 tháng 9 Vòng loại FIFA World Cup 2026 | Anh | v        | Andorra | Birmingham, Anh          |  |
| 17:00 BST (UTC+1)                       |     | Chi tiết |         | Sân vận động: Villa Park |  |

| 9 tháng 9 Vòng loại FIFA World Cup 2026 | Serbia | v        | Anh | TBD, Serbia |  |
| 20:45 CEST (UTC+2)                      |        | Chi tiết |     |             |  |

| 14 tháng 10 Vòng loại FIFA World Cup 2026 | Latvia | v        | Anh | Riga, Latvia         |  |
| 20:45 CEST (UTC+2)                        |        | Chi tiết |     | Sân vận động: Skonto |  |

| 13 tháng 11 Vòng loại FIFA World Cup 2026 | Anh | v        | Serbia | TBD, Anh |  |
| 19:45 GMT (UTC±0)                         |     | Chi tiết |        |          |  |

| 16 tháng 11 Vòng loại FIFA World Cup 2026 | Albania | v        | Anh | Tirana, Albania               |  |
| 18:00 CEST (UTC+1)                        |         | Chi tiết |     | Sân vận động: Arena Kombëtare |  |

## Cầu thủ

### Đội hình hiện tại
Các cầu thủ sau đây đã được triệu tập vào danh sách cho các trận đấu thuộc khuôn khổ Vòng loại FIFA World Cup 2026 gặp  Andorra và trận giao hữu với  Sénégal, diễn ra lần lượt vào ngày 7 và 10 tháng 6 năm 2025.
Ollie Watkins rút lui khỏi đội hình vì chấn thương vào ngày 6 tháng 6.
Số lần ra sân và số bàn thắng cập nhật ngày ngày 10 tháng 06 năm 2025, sau trận đấu với  Sénégal.
| Số | VT | Cầu thủ                 | Ngày sinh (tuổi)  | Trận | Bàn | Câu lạc bộ        |
| -- | -- | ----------------------- | ----------------- | ---- | --- | ----------------- |
| 1  | TM | Jordan Pickford         | 7 tháng 3, 1994   | 76   | 0   | Everton           |
| 13 | TM | Dean Henderson          | 12 tháng 3, 1997  | 3    | 0   | Crystal Palace    |
| 22 | TM | James Trafford          | 10 tháng 10, 2002 | 0    | 0   | Burnley           |
|    |    |                         |                   |      |     |                   |
| 2  | HV | Kyle Walker             | 28 tháng 5, 1990  | 96   | 1   | AC Milan          |
| 3  | HV | Reece James             | 8 tháng 12, 1999  | 19   | 1   | Chelsea           |
| 5  | HV | Ezri Konsa              | 23 tháng 10, 1997 | 12   | 0   | Aston Villa       |
| 6  | HV | Levi Colwill            | 26 tháng 2, 2003  | 5    | 0   | Chelsea           |
| 12 | HV | Dan Burn                | 9 tháng 5, 1992   | 2    | 0   | Newcastle United  |
| 16 | HV | Trent Alexander-Arnold  | 7 tháng 10, 1998  | 34   | 4   | Real Madrid       |
| 21 | HV | Myles Lewis-Skelly      | 26 tháng 9, 2006  | 3    | 1   | Arsenal           |
| 23 | HV | Trevoh Chalobah         | 5 tháng 7, 1999   | 1    | 0   | Chelsea           |
|    |    |                         |                   |      |     |                   |
| 4  | TV | Declan Rice             | 14 tháng 1, 1999  | 66   | 5   | Arsenal           |
| 7  | TV | Morgan Gibbs-White      | 27 tháng 1, 2000  | 4    | 0   | Nottingham Forest |
| 8  | TV | Jordan Henderson        | 17 tháng 6, 1990  | 84   | 3   | Ajax              |
| 10 | TV | Jude Bellingham         | 29 tháng 6, 2003  | 44   | 6   | Real Madrid       |
| 17 | TV | Curtis Jones            | 30 tháng 1, 2001  | 6    | 1   | Liverpool         |
| 18 | TV | Morgan Rogers           | 26 tháng 7, 2002  | 6    | 0   | Aston Villa       |
| 20 | TV | Cole Palmer             | 6 tháng 5, 2002   | 12   | 2   | Chelsea           |
| 24 | TV | Conor Gallagher         | 6 tháng 2, 2000   | 22   | 1   | Atlético Madrid   |
|    |    |                         |                   |      |     |                   |
| 9  | TĐ | Harry Kane (đội trưởng) | 28 tháng 7, 1993  | 107  | 73  | Bayern Munich     |
| 11 | TĐ | Anthony Gordon          | 24 tháng 2, 2001  | 12   | 1   | Newcastle United  |
| 14 | TĐ | Ivan Toney              | 16 tháng 3, 1996  | 7    | 1   | Al-Ahli           |
| 15 | TĐ | Eberechi Eze            | 29 tháng 6, 1998  | 12   | 1   | Crystal Palace    |
| 19 | TĐ | Noni Madueke            | 10 tháng 3, 2002  | 7    | 0   | Chelsea           |
| 25 | TĐ | Bukayo Saka             | 5 tháng 9, 2001   | 44   | 12  | Arsenal           |

### Triệu tập gần đây
Những cầu thủ sau đây cũng đã được gọi vào đội tuyển Anh trong vòng 12 tháng qua.
| Vt | Cầu thủ               | Ngày sinh (tuổi)  | Số trận | Bt | Câu lạc bộ             | Lần cuối triệu tập                        |
| --- | --------------------- | ----------------- | ------- | -- | ---------------------- | ----------------------------------------- |
| TM | Aaron Ramsdale        | 14 tháng 5, 1998  | 5       | 0  | Southampton            | v. Latvia, 24 tháng 3 năm 2025            |
| TM | Nick Pope             | 19 tháng 4, 1992  | 10      | 0  | Newcastle United       | v. Phần Lan, 13 tháng 10 năm 2024         |
| |                       |                   |         |    |                        |                                           |
| HV | Marc Guéhi            | 13 tháng 7, 2000  | 23      | 0  | Crystal Palace         | v. Latvia, 24 tháng 3 năm 2025            |
| HV | Tino Livramento       | 12 tháng 11, 2002 | 1       | 0  | Newcastle United       | v. Latvia, 24 tháng 3 năm 2025            |
| HV | Jarell Quansah        | 29 tháng 1, 2003  | 0       | 0  | Liverpool              | v. Latvia, 24 tháng 3 năm 2025            |
| HV | Rico Lewis            | 28 tháng 11, 2004 | 5       | 0  | Manchester City        | v. Cộng hòa Ireland, 17 tháng 11 năm 2024 |
| HV | Lewis Hall            | 8 tháng 9, 2004   | 2       | 0  | Newcastle United       | v. Cộng hòa Ireland, 17 tháng 11 năm 2024 |
| HV | Taylor Harwood-Bellis | 30 tháng 1, 2002  | 1       | 1  | Southampton            | v. Cộng hòa Ireland, 17 tháng 11 năm 2024 |
| HV | Jarrad Branthwaite    | 27 tháng 6, 2002  | 1       | 0  | Everton                | v. Hy Lạp, 14 tháng 11 năm 2024           |
| HV | John Stones           | 28 tháng 5, 1994  | 83      | 3  | Manchester City        | v. Phần Lan, 13 tháng 10 năm 2024         |
| HV | Harry Maguire         | 5 tháng 3, 1993   | 64      | 7  | Manchester United      | v. Phần Lan, 10 tháng 9 năm 2024          |
| HV | Kieran Trippier RET   | 19 tháng 9, 1990  | 54      | 1  | Newcastle United       | UEFA Euro 2024                            |
| HV | Luke Shaw             | 12 tháng 7, 1995  | 34      | 3  | Manchester United      | UEFA Euro 2024                            |
| HV | Joe Gomez             | 23 tháng 5, 1997  | 15      | 0  | Liverpool              | UEFA Euro 2024                            |
| HV | Lewis Dunk            | 21 tháng 11, 1991 | 6       | 0  | Brighton & Hove Albion | UEFA Euro 2024                            |
| |                       |                   |         |    |                        |                                           |
| TV | Angel Gomes           | 31 tháng 8, 2000  | 4       | 0  | Lille                  | v. Cộng hòa Ireland, 17 tháng 11 năm 2024 |
| TV | Kobbie Mainoo         | 19 tháng 4, 2005  | 10      | 0  | Manchester United      | v. Hy Lạp, 10 tháng 10 năm 2024           |
| TV | Adam Wharton          | 6 tháng 2, 2004   | 1       | 0  | Crystal Palace         | UEFA Euro 2024                            |
| |                       |                   |         |    |                        |                                           |
| TĐ | Ollie Watkins         | 30 tháng 12, 1995 | 18      | 5  | Aston Villa            | v. Andorra, 7 tháng 6 năm 2025 INJ        |
| TĐ | Marcus Rashford       | 31 tháng 10, 1997 | 62      | 17 | Aston Villa            | v. Latvia, 24 tháng 3 năm 2025            |
| TĐ | Phil Foden            | 28 tháng 5, 2000  | 45      | 4  | Manchester City        | v. Latvia, 24 tháng 3 năm 2025            |
| TĐ | Jarrod Bowen          | 20 tháng 12, 1996 | 16      | 1  | West Ham United        | v. Latvia, 24 tháng 3 năm 2025            |
| TĐ | Dominic Solanke       | 14 tháng 9, 1997  | 3       | 0  | Tottenham Hotspur      | v. Latvia, 24 tháng 3 năm 2025            |
| TĐ | Jack Grealish         | 10 tháng 9, 1995  | 39      | 4  | Manchester City        | v. Hy Lạp, 14 tháng 11 năm 2024           |
| Chú thích: INJ Rút lui vì chấn thương PRE Đội hình sơ bộ / dự bị RET Đã giã từ đội tuyển quốc gia SUS Đình chỉ lên tuyển WD Cầu thủ đã rút khỏi đội vì vấn đề không liên quan đến chấn thương. |                       |                   |         |    |                        |                                           |

## Kỷ lục
Cập nhật ngày 17 tháng 11 năm 2024.

### Các cầu thủ khoác áo đội tuyển nhiều nhất
Những cầu thủ in đậm vẫn còn thi đấu cho đội tuyển quốc gia.

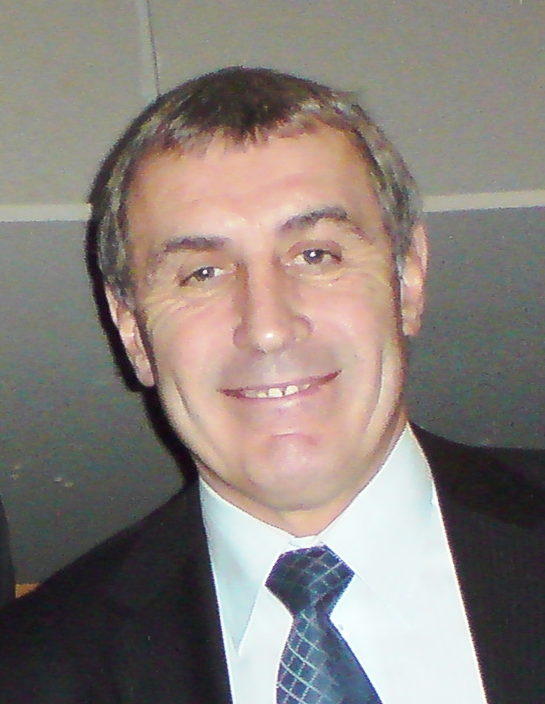
Peter Shilton là cầu thủ thi đấu nhiều nhất với 125 trận

| #  | Tên            | Sự nghiệp | Số trận | Số bàn thắng |
| -- | -------------- | --------- | ------- | ------------ |
| 1  | Peter Shilton  | 1970–1990 | 125     | 0            |
| 2  | Wayne Rooney   | 2003–2018 | 120     | 53           |
| 3  | David Beckham  | 1996–2009 | 115     | 17           |
| 4  | Steven Gerrard | 2000–2014 | 114     | 21           |
| 5  | Bobby Moore    | 1962–1973 | 108     | 2            |
| 6  | Ashley Cole    | 2001–2014 | 107     | 0            |
| 7  | Bobby Charlton | 1958–1970 | 106     | 49           |
| 7  | Frank Lampard  | 1999–2014 | 106     | 29           |
| 9  | Billy Wright   | 1946–1959 | 105     | 3            |
| 10 | Harry Kane     | 2015–     | 103     | 69           |

### Các cầu thủ ghi nhiều bàn thắng nhất

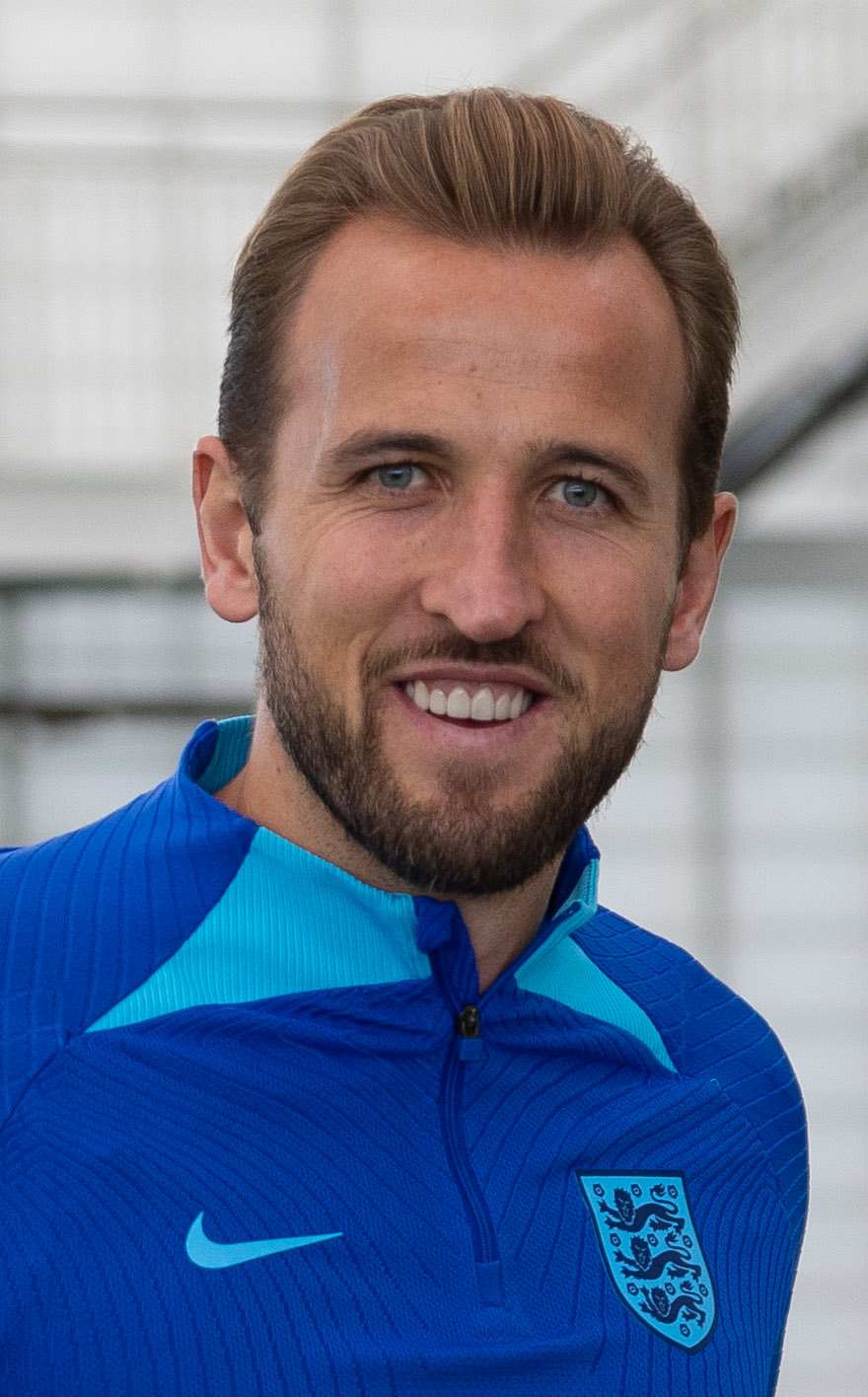
Harry Kane là cầu thủ ghi nhiều bàn thắng nhất cho đội tuyển quốc gia với 69 bàn thắng.

| #  | Tên              | Sự nghiệp | Số bàn thắng | Số trận | Trung bình |
| -- | ---------------- | --------- | ------------ | ------- | ---------- |
| 1  | Harry Kane (d/s) | 2015–     | 69           | 103     | 0,67       |
| 2  | Wayne Rooney     | 2003–2017 | 53           | 120     | 0,44       |
| 3  | Bobby Charlton   | 1958–1970 | 49           | 106     | 0,46       |
| 4  | Gary Lineker     | 1984–1992 | 48           | 80      | 0,60       |
| 5  | Jimmy Greaves    | 1959–1967 | 44           | 57      | 0,77       |
| 6  | Michael Owen     | 1998–2008 | 40           | 89      | 0,45       |
| 7  | Nat Lofthouse    | 1950–1958 | 30           | 33      | 0,91       |
| 7  | Alan Shearer     | 1992–2000 | 30           | 63      | 0,48       |
| 7  | Tom Finney       | 1946–1958 | 30           | 76      | 0,39       |
| 10 | Vivian Woodward  | 1903–1911 | 29           | 23      | 1,26       |
| 10 | Frank Lampard    | 1999–2014 | 29           | 106     | 0,27       |

## Thành tích quốc tế

### Giải vô địch bóng đá thế giới
| Năm       | Kết quả                                            | St                                                 | T                                                  | H                                                  | B                                                  | Bt                                                 | Bb                                                 |               |
| --------- | -------------------------------------------------- | -------------------------------------------------- | -------------------------------------------------- | -------------------------------------------------- | -------------------------------------------------- | -------------------------------------------------- | -------------------------------------------------- | ------------- |
| 1930      | Không tham dự do Anh chưa phải thành viên của FIFA | Không tham dự do Anh chưa phải thành viên của FIFA | Không tham dự do Anh chưa phải thành viên của FIFA | Không tham dự do Anh chưa phải thành viên của FIFA | Không tham dự do Anh chưa phải thành viên của FIFA | Không tham dự do Anh chưa phải thành viên của FIFA | Không tham dự do Anh chưa phải thành viên của FIFA |               |
| 1934      | Không tham dự do Anh chưa phải thành viên của FIFA | Không tham dự do Anh chưa phải thành viên của FIFA | Không tham dự do Anh chưa phải thành viên của FIFA | Không tham dự do Anh chưa phải thành viên của FIFA | Không tham dự do Anh chưa phải thành viên của FIFA | Không tham dự do Anh chưa phải thành viên của FIFA | Không tham dự do Anh chưa phải thành viên của FIFA |               |
| 1938      | Không tham dự do Anh chưa phải thành viên của FIFA | Không tham dự do Anh chưa phải thành viên của FIFA | Không tham dự do Anh chưa phải thành viên của FIFA | Không tham dự do Anh chưa phải thành viên của FIFA | Không tham dự do Anh chưa phải thành viên của FIFA | Không tham dự do Anh chưa phải thành viên của FIFA | Không tham dự do Anh chưa phải thành viên của FIFA |               |
| 1950      | Vòng 1                                             | 3                                                  | 1                                                  | 0                                                  | 2                                                  | 2                                                  | r2                                                 |               |
| 1954      | Tứ kết                                             | 3                                                  | 1                                                  | 1                                                  | 1                                                  | 8                                                  | 8                                                  |               |
| 1958      | Vòng 1                                             | 4                                                  | 0                                                  | 3                                                  | 1                                                  | 4                                                  | 5                                                  |               |
| 1962      | Tứ kết                                             | 4                                                  | 1                                                  | 1                                                  | 2                                                  | 5                                                  | 6                                                  |               |
| 1966      | Vô địch                                            | 6                                                  | 5                                                  | 1                                                  | 0                                                  | 11                                                 | 3                                                  |               |
| 1970      | Tứ kết                                             | 4                                                  | 2                                                  | 0                                                  | 2                                                  | 4                                                  | 4                                                  |               |
| 1974      | Không vượt qua vòng loại                           | Không vượt qua vòng loại                           | Không vượt qua vòng loại                           | Không vượt qua vòng loại                           | Không vượt qua vòng loại                           | Không vượt qua vòng loại                           | Không vượt qua vòng loại                           |               |
| 1978      | Không vượt qua vòng loại                           | Không vượt qua vòng loại                           | Không vượt qua vòng loại                           | Không vượt qua vòng loại                           | Không vượt qua vòng loại                           | Không vượt qua vòng loại                           | Không vượt qua vòng loại                           |               |
| 1982      | Vòng 2                                             | 5                                                  | 3                                                  | 2                                                  | 0                                                  | 6                                                  | 1                                                  |               |
| 1986      | Tứ kết                                             | 5                                                  | 2                                                  | 1                                                  | 2                                                  | 7                                                  | 3                                                  |               |
| 1990      | Hạng tư                                            | 7                                                  | 3                                                  | 3                                                  | 1                                                  | 8                                                  | 6                                                  |               |
| 1994      | Không vượt qua vòng loại                           | Không vượt qua vòng loại                           | Không vượt qua vòng loại                           | Không vượt qua vòng loại                           | Không vượt qua vòng loại                           | Không vượt qua vòng loại                           | Không vượt qua vòng loại                           |               |
| 1998      | Vòng 2                                             | 4                                                  | 2                                                  | 1                                                  | 1                                                  | 7                                                  | 4                                                  |               |
| 2002      | Tứ kết                                             | 5                                                  | 2                                                  | 2                                                  | 1                                                  | 6                                                  | 3                                                  |               |
| 2006      | Tứ kết                                             | 5                                                  | 3                                                  | 2                                                  | 0                                                  | 6                                                  | 2                                                  |               |
| 2010      | Vòng 2                                             | 4                                                  | 1                                                  | 2                                                  | 1                                                  | 3                                                  | 5                                                  |               |
| 2014      | Vòng 1                                             | 3                                                  | 0                                                  | 1                                                  | 2                                                  | 2                                                  | 4                                                  |               |
| 2018      | Hạng tư                                            | 7                                                  | 3                                                  | 1                                                  | 3                                                  | 12                                                 | 8                                                  |               |
| 2022      | Tứ kết                                             | 5                                                  | 3                                                  | 1                                                  | 1                                                  | 13                                                 | 4                                                  |               |
| 2026      | Chưa xác định                                      | Chưa xác định                                      | Chưa xác định                                      | Chưa xác định                                      | Chưa xác định                                      | Chưa xác định                                      | Chưa xác định                                      | Chưa xác định |
| 2030      | Chưa xác định                                      | Chưa xác định                                      | Chưa xác định                                      | Chưa xác định                                      | Chưa xác định                                      | Chưa xác định                                      | Chưa xác định                                      | Chưa xác định |
| Tổng cộng | 16/22 1 lần vô địch                                | 74                                                 | 32                                                 | 22                                                 | 20                                                 | 104                                                | 68                                                 |               |

### Giải vô địch bóng đá châu Âu
| Năm           | Kết quả                  | St                       | T                        | H                        | B                        | Bt                       | Bb                       |
| ------------- | ------------------------ | ------------------------ | ------------------------ | ------------------------ | ------------------------ | ------------------------ | ------------------------ |
| 1960          | Không tham dự            | Không tham dự            | Không tham dự            | Không tham dự            | Không tham dự            | Không tham dự            | Không tham dự            |
| 1964          | Không vượt qua vòng loại | Không vượt qua vòng loại | Không vượt qua vòng loại | Không vượt qua vòng loại | Không vượt qua vòng loại | Không vượt qua vòng loại | Không vượt qua vòng loại |
| 1968          | Hạng ba                  | 2                        | 1                        | 0                        | 1                        | 2                        | 1                        |
| 1972 đến 1976 | Không vượt qua vòng loại | Không vượt qua vòng loại | Không vượt qua vòng loại | Không vượt qua vòng loại | Không vượt qua vòng loại | Không vượt qua vòng loại | Không vượt qua vòng loại |
| 1980          | Vòng 1                   | 3                        | 1                        | 1                        | 1                        | 3                        | 3                        |
| 1984          | Không vượt qua vòng loại | Không vượt qua vòng loại | Không vượt qua vòng loại | Không vượt qua vòng loại | Không vượt qua vòng loại | Không vượt qua vòng loại | Không vượt qua vòng loại |
| 1988          | Vòng 1                   | 3                        | 0                        | 0                        | 3                        | 2                        | 7                        |
| 1992          | Vòng 1                   | 3                        | 0                        | 2                        | 1                        | 1                        | 2                        |
| 1996          | Bán kết                  | 5                        | 2                        | 3                        | 0                        | 8                        | 3                        |
| 2000          | Vòng 1                   | 3                        | 1                        | 0                        | 2                        | 5                        | 6                        |
| 2004          | Tứ kết                   | 4                        | 2                        | 1                        | 1                        | 10                       | 6                        |
| 2008          | Không vượt qua vòng loại | Không vượt qua vòng loại | Không vượt qua vòng loại | Không vượt qua vòng loại | Không vượt qua vòng loại | Không vượt qua vòng loại | Không vượt qua vòng loại |
| 2012          | Tứ kết                   | 4                        | 2                        | 2                        | 0                        | 5                        | 3                        |
| 2016          | Vòng 2                   | 4                        | 1                        | 2                        | 1                        | 4                        | 4                        |
| 2020          | Á quân                   | 7                        | 5                        | 2                        | 0                        | 11                       | 2                        |
| 2024          | Á quân                   | 7                        | 3                        | 3                        | 1                        | 8                        | 6                        |
| 2028          | Đồng chủ nhà             | Đồng chủ nhà             | Đồng chủ nhà             | Đồng chủ nhà             | Đồng chủ nhà             | Đồng chủ nhà             | Đồng chủ nhà             |
| 2032          | Chưa xác định            | Chưa xác định            | Chưa xác định            | Chưa xác định            | Chưa xác định            | Chưa xác định            | Chưa xác định            |
| Tổng cộng     | 11/17 2 lần á quân       | 45                       | 18                       | 16                       | 11                       | 59                       | 43                       |

### UEFA Nations League
| 2018–19   | A         | 4         | 1st       | 4  | 2  | 1 | 1 | 6  | 5  | Giữ nguyên vị trí | 4th  | 2019      | 3rd                      | 2                        | 0                        | 1                        | 1                        | 1                        | 3                        | Đội hình                 | Southgate |
| 2020–21   | A         | 2         | 3rd       | 6  | 3  | 1 | 2 | 7  | 4  | Giữ nguyên vị trí | 9th  | 2021      | Không vượt qua vòng loại | Không vượt qua vòng loại | Không vượt qua vòng loại | Không vượt qua vòng loại | Không vượt qua vòng loại | Không vượt qua vòng loại | Không vượt qua vòng loại | Không vượt qua vòng loại | Southgate |
| 2022–23   | A         | 3         | 4th       | 6  | 0  | 3 | 3 | 4  | 10 | Giảm              | 15th | 2023      | Không vượt qua vòng loại | Không vượt qua vòng loại | Không vượt qua vòng loại | Không vượt qua vòng loại | Không vượt qua vòng loại | Không vượt qua vòng loại | Không vượt qua vòng loại | Không vượt qua vòng loại | Southgate |
| 2024–25   | B         | 2         | 1st       | 6  | 5  | 0 | 1 | 16 | 3  | Tăng              | 17th | 2025      | Không vượt qua vòng loại | Không vượt qua vòng loại | Không vượt qua vòng loại | Không vượt qua vòng loại | Không vượt qua vòng loại | Không vượt qua vòng loại | Không vượt qua vòng loại | Không vượt qua vòng loại | Carsley   |
| Tổng cộng | Tổng cộng | Tổng cộng | Tổng cộng | 22 | 10 | 5 | 7 | 33 | 22 | 4th               | 4th  | Tổng cộng | 1/4                      | 2                        | 0                        | 1                        | 1                        | 1                        | 3                        | —                        | —         |

     Vô địch       Á quân       Hạng ba       Hạng tư  
Tính đến 17 tháng 11 năm 2024

## Huấn luyện viên
Số liệu tính đến ngày 17 tháng 7 năm 2024.
| TT | Huấn luyện viên         | Thời gian huấn luyện | Số trận | Thắng | Hòa | Thua | Tỷ lệ thắng (%) | Thành tích |
| -- | ----------------------- | -------------------- | ------- | ----- | --- | ---- | --------------- | --- |
| 1  | Sir Walter Winterbottom | 1946–1962            | 139     | 78    | 33  | 28   | 56,12           | |
| 2  | Sir Alf Ramsey          | 1963–1974            | 113     | 69    | 27  | 17   | 61,06           | Vô địch World Cup 1966, hạng ba Euro 1968                                                                         |
| 3  | Joe Mercer              | 1974                 | 7       | 3     | 3   | 1    | 42,85           | |
| 4  | Don Revie               | 1974–1977            | 29      | 14    | 8   | 7    | 48,27           | |
| 5  | Ron Greenwood           | 1977–1982            | 55      | 33    | 12  | 10   | 59,99           | |
| 6  | Sir Bobby Robson        | 1982–1990            | 95      | 47    | 30  | 18   | 49,47           | |
| 7  | Graham Taylor           | 1990–1993            | 38      | 18    | 13  | 7    | 47,36           | |
| 8  | Terry Venables          | 1994–1996            | 23      | 11    | 11  | 1    | 47,82           | |
| 9  | Glenn Hoddle            | 1996–1999            | 28      | 17    | 6   | 5    | 60,71           | |
| 10 | Howard Wilkinson1       | 1999                 | 1       | 0     | 0   | 1    | 0,00            | |
| 11 | Kevin Keegan            | 1999–2000            | 18      | 7     | 7   | 4    | 38,88           | |
| 12 | Howard Wilkinson1       | 2000                 | 1       | 0     | 1   | 0    | 0,00            | |
| 13 | Peter John Taylor1      | 2000                 | 1       | 0     | 0   | 1    | 0,00            | |
| 14 | Sven-Göran Eriksson     | 2001–2006            | 67      | 40    | 17  | 10   | 59,71           | |
| 15 | Steve McClaren          | 2006–2007            | 18      | 9     | 4   | 5    | 50,0            | |
| 16 | Fabio Capello           | 2008–2012            | 42      | 28    | 8   | 6    | 66,67           | |
| 17 | Roy Hodgson             | 2012–2016            | 56      | 33    | 15  | 8    | 58,93           | |
| 18 | Sam Allardyce           | 2016                 | 1       | 1     | 0   | 0    | 100,00          | |
| 19 | Gareth Southgate        | 2016–2024            | 102     | 61    | 24  | 17   | 59,8            | Hạng tư World Cup 2018, hạng ba UEFA Nations League 2018–19, á quân Euro 2020 và Euro 2024, tứ kết World Cup 2022 |
| 20 | Lee Carsley1            | 2024                 | 6       | 5     | 0   | 1    | 83,3            | |
| 21 | Thomas Tuchel           | 2025–                | 0       | 0     | 0   | 0    | 0               | |

1: Huấn luyện viên tạm quyền